# 千禧線
千禧線（英語：Millennium Line）是加拿大卑詩省大溫哥華地區架空列車系統的第二條路線，連接溫哥華、本拿比、滿地寶和高貴林，隸屬運輸聯線，並由英屬哥倫比亞快速交通公司營運。在路線圖上本線介乎溫哥華社區學院－克拉克站和洛歇鎮中心站的路段以 黃色顯示，而介乎洛歇鎮中心站和拉法基湖－道格拉斯站的長青延線則以帶有綠色襯線的黃色顯示。

## 歷史

### 背景及早期規劃
大溫哥華區域局於1970年代審視整個大溫地區的發展方向，並於1975年發表《宜居地區1976/1986》報告（The Livable Region 1976/1986），當中提出興建輕鐵系統連接溫哥華市中心和溫市東區、本拿比南區和新西敏，並於新西敏東部分成兩條支線，分別前往高貴林和素里。項目後來轉交卑詩省政府發展，並從路面輕鐵改為架空列車，首期工程於1985完成，連接溫哥華市中心和新西敏。
架空列車首期路段通車後，當局研究系統延伸方案，並於1990年代初就高貴林延線劃下走線。根據當年的構想，高貴林支線會於皇家橡樹站以東從架空列車首期路段（即現博覽線）分支，再經與帝國街（Imperial Street）平行的電線走廊前往洛歇鎮中心。然而，該走線橫越羅拔·本拿比公園（Robert Burnaby Park），因此招來區內居民反對，方案亦作罷。在此之後，當局專注進行博覽線往素里的延線工程，但在項目施工期間於哥倫比亞站以東鋪設了一小段路軌，而這段路軌日後則成為千禧線的一部分。
到了1990年代中期，大溫區域局制定了《2021年中期交通大綱》，指出區内三條走廊到2006年會達致興建中型鐵路系統的客流量門檻，當中包括溫市百老匯中區至洛歇鎮中心、新西敏至高貴林市中心、和列治文至溫哥華市中心。在地圖上，前兩者連結起來的形狀貌似一個「T」字，因此該兩條走廊合稱「T字線」，而卑詩省政府和大溫區域局則於1995年同意在T字線使用路面輕軌技術而非架空列車固有的龐巴迪捷運技術。
在輕軌線落成前，卑詩公車局率先於1996年9月創辦快速公車線，沿溫市百老匯街和本拿比洛歇公路連接卑詩大學和洛歇鎮中心，以迎合沿線固有的公共交通需求，以及為輕軌線奠定客源。迅即成為大溫地區最繁忙的公車線，首兩年的乘客數目比預期高30%。

### 落實興建
省政府於1998年更改計劃，決定將T字線從路面輕軌線改為架空列車線，並使用龐巴迪的捷運技術。路線命名為「千禧線」，西起溫哥華社區學院－克拉克站，經洛歇鎮中心前往哥倫比亞站，並在該站駁上固有的博覽線直通溫哥華市中心，兩線共用同一個車廠。省政府又於同期就T字線的餘下路段（即滿地寶－高貴林線）展開規劃程序，但由於資金有限，而沿線各城市又就走線出現分歧，省政府因此於2001年經歷政黨輪替後擱置項目。不過，當局仍於千禧線的洛歇鎮中心站為滿地寶－高貴林線設置預留月台和分叉位，並於2002年開設巴士線連接洛歇鎮中心和高貴林市中心，在鐵路服務伸延到該走廊前先為該區提供班次頻密的公共交通服務。

2006年至2016年間的千禧線路線圖

千禧線於2002年1月5日通車，初期服務只往返溫哥華市中心濱海站和新西敏東部布雷德站。介乎布雷德站和金馬素站（現金馬素－百老匯站）的路段則於同年8月31日開通，亦縮短並改以金馬素街為其東端終點站。湖城路站於2003年11月21日啓用，而金馬素站往溫哥華社區學院－克拉克站的延線則於2006年1月6日開通。

### 長青延線
運輸聯線於2004年通過使用路面輕軌技術而非架空列車技術來興建滿地寶－高貴林線，2005年透過徵名比賽將項目命名為「長青線」（Evergreen Line）。然而運聯卻於2008年接納省政府安排，將項目改回架空列車線，項目遂重新定位為千禧線的延伸路段，並改稱「長青延線」（Evergreen Extension）。長青延線的前期工程於2012年初展開，並於2016年12月2日通車，而97 B-Line則於同月19日停駛。
在長青延線開通前，運輸聯線率先於2016年10月22日重組架空列車網絡。千禧線從當日起僅限來回溫哥華社區學院－克拉克站和洛歇鎮中心站，取消與博覽線介乎濱海站和哥倫比亞站之間的共構運行安排。原屬千禧線介乎洛歇鎮中心站和哥倫比亞站之間的路軌則成為博覽線的一條支線，布雷德站和薩珀頓站遂改歸博覽線。長青延線通車後，千禧線由洛歇鎮中心站東延至高貴林的拉法基湖－道格拉斯站。

## 走線
千禧線西起高架的溫哥華社區學院－克拉克站，從底部穿越克拉克大道後跟隨加拿大國家鐵路和BNSF的走線，介乎金馬素街和納奈莫街之間的路段在地面運行，再經高架橋前往蘭菲站。路線抵達基爾摩站前則脫離主線鐵路的走線，往東北伸展至洛歇公路，自此與其平行至洛歇鎮中心站。長青延線從該站起展開，經北路（North Road）和克拉克路（Clarke Road）上的高架橋駛至本貴林站，離開該站後則轉至一條長約2公里的鑽挖隧道。長青延線在班納公路（Barnet Highway）以東離開隧道，並沿加拿大太平洋鐵路軌道的南面駛至滿地寶中心站，此後則轉至軌道的北面，經內灣中心站駛至高貴林中央站，再轉往高架橋沿松樹路（Pinetree Way）經林肯站往北伸延至拉法基湖－道格拉斯站。
省政府最初計劃將溫哥華市金馬素街以西的千禧線路段置於百老匯街地下，但該帶的地質不利興建地下鐵路，而附近居民亦擔心在此設置地下車站會令該帶治安惡化。另一方面，溫哥華市政府有意發展福溪東端大北方路（Great Northern Way）沿線的工業用地，並視架空列車為刺激該帶發展的催化劑。綜合各種因素，溫哥華市政府於1999年7月向省政府提出將金馬素站以西的千禧線走線北移，並獲省政府接納；溫哥華社區學院－克拉克站亦相應遷移至現址。

## 車站
千禧線的車站由西至東如下：
| 車站英文名稱 | 車站中文譯名                        | 所在城鎮 | 車站接駁                             | 啟用日期         |
| ------------ | ----------------------------------- | -------- | ------------------------------------ | ---------------- |
| 千禧線       |                                     |          |                                      |                  |
|              | 阿標特斯街站 （页面存档备份，存于） | 溫哥華   |                                      | 未知，預計2027年 |
|              | 南固蘭湖站 （页面存档备份，存于）   | 溫哥華   |                                      | 未知，預計2027年 |
|              | 橡樹街-溫哥華綜合醫院站             | 溫哥華   |                                      | 未知，預計2027年 |
|              | 百老匯-市政廳站                     | 溫哥華   | 加拿大線                             | 未知，預計2027年 |
|              | 快樂山站 （页面存档备份，存于）     | 溫哥華   |                                      | 未知，預計2027年 |
|              | 大北方路-艾蜜莉•卡爾（大學）站      | 溫哥華   | 百老匯街延線工程- 將連結克拉克站     | 未知，預計2027年 |
|              | 溫哥華社區學院－克拉克站            | 溫哥華   |                                      | 2006年1月6日     |
|              | 金馬素－百老匯站                    | 溫哥華   | 博覽線                               | 2002年8月31日    |
|              | 蘭菲站                              | 溫哥華   |                                      | 2002年8月31日    |
|              | 魯拔站                              | 溫哥華   |                                      | 2002年8月31日    |
|              | 基爾摩站                            | 本拿比   |                                      | 2002年8月31日    |
|              | 布倫活鎮中心站                      | 本拿比   |                                      | 2002年8月31日    |
|              | 浩登站                              | 本拿比   |                                      | 2002年8月31日    |
|              | 史柏靈－本拿比湖站                  | 本拿比   |                                      | 2002年8月31日    |
|              | 湖城路站                            | 本拿比   |                                      | 2003年11月21日   |
|              | 生產路－大學站                      | 本拿比   | 博覽線                               | 2002年8月31日    |
|              | 洛歇鎮中心站                        | 本拿比   | 博覽線                               | 2002年8月31日    |
|              | 本貴林站                            | 高貴林   |                                      | 2016年12月2日    |
|              | 滿地寶中心站                        | 滿地寶   | 西岸快車                             | 2016年12月2日    |
|              | 內灣中心站                          | 滿地寶   |                                      | 2016年12月2日    |
|              | 高貴林中央站                        | 高貴林   | 西岸快車 R3 洛克希德高速公路特急巴士 | 2016年12月2日    |
|              | 林肯站                              | 高貴林   |                                      | 2016年12月2日    |
|              | 拉法基湖－道格拉斯站                | 高貴林   |                                      | 2016年12月2日    |

## 日後發展

### 百老匯街延線

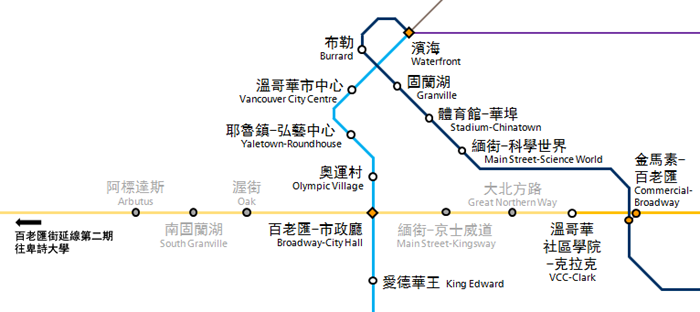
千禧線百老匯街延線首期路段方案

百老匯街沿線巴士線的乘客量將近飽和，當中的乘客量達每天五萬人次，是大溫地區最繁忙的巴士線之一。有見及此，運輸聯線於2010年就舒緩沿線交通列出數項可行方案，並就此進行研究和公眾咨詢。在研究之列的包括將千禧線沿百老匯街或鄰近的平行街道向西伸延至阿標特斯街或卑詩大學，此外還有公車捷運系統（BRT）、輕鐵（LRT）和混合方案。研究結論顯示千禧線西延方案為最佳選項，並建議將延線分兩階段興建：首階段將千禧線沿百老匯街或鄰近的平行街道往西伸延至阿標特斯街，而阿標特斯街至卑詩大學的路段則留待次階段興建，期間此路段繼續由服務。
介乎金馬素街和阿標達斯街的千禧線西延項目首期路段全長6公里，在地底運行並設有6個地下車站，途中於甘比街與加拿大線的百老匯－市政廳站交匯，預料造價為19億加元。2017年上台執政的卑詩新民主黨省政府將提供項目造價的40%資金，而聯邦政府亦將支付40%項目造價，餘下款項需由大溫地方政府籌集。大溫城鎮長官聯席會於2018年3月公布融資方案，項目暫定於2018年末招標，2019-20年動工，可望於2025年開通。但是由於受到罷工活動發起，連帶影響混凝土供應作業，完工日期已經延期至2026年初。 不過，英屬哥倫比亞省政府於2024年5月底宣布：通車時間再度推遲；目前預計2027年秋季完工啟用。 （页面存档备份，存于）

### 長青延線
長青延線於滿地寶市西部和高貴林市獵鷹路（Falcon Drive）預留空間待日後興建車站，又於高貴林中央站以西鋪設一小段分支路軌以便日後興建支線前往高貴林港，但這些項目尚未有興建時間表。

## 外部連結
- （英文）運輸聯線官方網站 架空列車千禧線頁面（页面存档备份，存于）
- （英文）千禧線百老匯街延線項目網站（页面存档备份，存于）